# Jonas Brothers (álbum)
Jonas Brothers é o segundo álbum de estúdio da banda estadunidense Jonas Brothers, e o primeiro pela gravadora Hollywood Records. O ábum foi lançado no dia 7 de agosto de 2007.
No dia 30 de outubro de 2007 foi lançado uma edição bônus do álbum intitulado Jonas Brothers: Bonus Jonas Edition.

## Lista de faixas
1. "SOS" - 2:33
2. "Hold On" - 2:45
3. "Goodnight and Goodbye" - 2:31
4. "That's Just the Way We Roll" - 2:53
5. "Hello Beautiful" - 2:29
6. "Still in Love with You" - 3:10
7. "Australia" - 3:33
8. "Games" - 3:21
9. "When You Look Me in the Eyes" - 4:09
10. "Inseparable" - 2:50
11. "Just Friends" - 3:07
12. "Hollywood" - 2:49
13. "Year 3000" - 3:22 (Cover de Busted)
14. "Kids of the Future" - 3:19 (Paródia de Kids in America)

Wal-Mart - música bônus
15. "Baby Bottle Pop Theme Song" - 1:00
Bonus Jonas Edition
16. "Take a Breath" - 3:18
17. "We Got the Party" - 3:36 (com Hannah Montana)

## Performance nas paradas musicais
| Chart                 | Posição |
| --------------------- | ------- |
| UK Albums Chart       | 9       |
| Billboard 200         | 5       |
| Terra Sonora:Pop Teen | 1       |
| Brazil Albums Chart   | 3       |
| Chilean Albums Chart  | 1       |
| World                 | 11      |

## DVD -Jonas Brothers: Bonus Jonas Edition
Jonas Brothers: Bonus Jonas Edition - DVD incluído com Jonas Brothers: Bonus Jonas Edition
- Concerto (Album: Jonas Brothers)
- Video-clipes:
  - "Year 3000"
  - "SOS"
  - "Hold On"
  - "Kids of the Future" (performance por Disney Channel Games)